# ARN ribosomal 5S

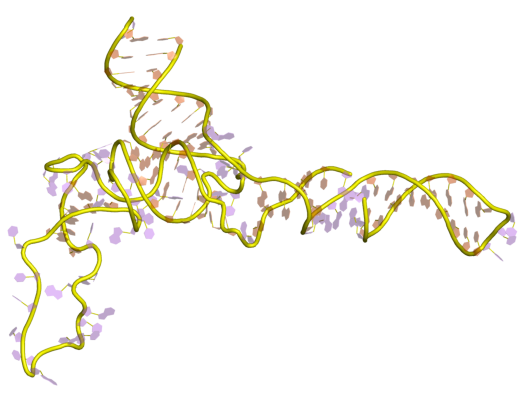
Figura 1: Una representación 3D de una molécula de rRNA 5S, de la subunidad 50S de Escherichia coli. Está basada en una reconstrucción por microscopio de cryo-electrón.

El ARN ribosomal 5S (ARNr 5S o 5S rRNA) es una molécula de rRNA de aproximadamente 120 nucleótidos de longitud y una masa de 40 kDa. Es un componente estructural y funcional de la subunidad mayor del ribosoma en todos los dominios de la vida (Bacteria, Archaea, y Eukarya, con la excepción de los ribosomas mitocondriales de Fungi y Animalia). La nomenclatura 5S se refiere a la velocidad de sedimentación de la molécula en un ultra-centrífuga, medida en unidades Svedberg (S).

## Biosíntesis
En procariontes, el gen de rRNA 5S está comúnmente ubicado en operones de rRNA río abajo de las subunidades menor y mayor del rRNA y se co-transcribe en un precursor policistrónico. Una peculiaridad de los genomas nucleares eucariontes es la presencia de múltiples copias de rRNA 5S (5S rDNA) agrupadas en repeticiones en tandem, con un número de copias variable entre especies . El rRNA 5S eucarionte está sintetizado por la ARN polimerasa III, mientras que otros rRNAs eucariontes son cortados de un precursor 45S transcrito por la ARN polimerasa I. En Xenopus oocytes, se ha demostrado que lo dedos 4-7 del factor de transcripción TFIIIA (de nueve dedos de zinc) se puede unir a la región central del rRNA 5S . La unión entre el rRNA 5S y TFIIIA sirve para detener la transcripción del gen de rRNA 5S y estabilizar el transcrito del mismo hasta que sea requerido para el ensamblado del ribosoma.

## Estructura
La estructura secundaria del rRNA 5S consiste en cinco hélices (denotadas I-V en números romanos), cuatro bucles (B-E) y una bisagra (A), formando una estructura en forma de "Y". Los bucles C y D son horquillas terminales y los bucles B y E son internos . Según los estudios filogenéticos, las hélices I y III son probablemente ancestrales. La hélice III incluye dos adenosinas altamente conservadas . Se cree que la hélice V interactúa con TFIIIA.